# Vaardigheidsmedaille van de Koninklijke Nederlandsche Brigade "Prinses Irene"
De Vaardigheidsmedaille van de Koninklijke Nederlandse Brigade "Prinses Irene" werd in 1941 ingesteld door de Nederlandse Minister van Oorlog Adriaan Dijxhoorn die in ballingschap in Londen zetelde. De medaille was gedacht als een beloning voor het behalen van vaardigheidsproeven in diverse takken van sport. In Nederland beschikte het leger over meerdere medailles waarmee vaardige en competitieve militairen konden worden beloond.
Zo waren er de Medaille voor vaardigheidsproeven van het Nederlands Olympisch Comité, Kruis voor betoonde marsvaardigheid en het Militaire Vijfkampkruis van het Nederlands Olympisch Comité. In 1959 werd de Vaardigheidsmedaille van de Nederlandse Sport Federatie ingesteld voor dezelfde vaardigheden.
De Nederlandse manschappen in Engeland, georganiseerd in de Prinses Irene Brigade waren vaak vrijwilligers en moesten worden gedrild om de strijd met de Wehrmacht die West-Europa had bezet aan te kunnen. De mannen moesten fit en geoefend zijn. De oefeningen en proeven, die met voldoende resultaat moesten worden afgelegd om de medaille te behalen, waren uitgedacht door de Algemeen Sportleider van de Brigade, de Eerste Luitenant K. Rijkens. Samen met zijn onderofficieren-sportinstructeurs stelde hij de proeven samen. De Nederlandse Korporaal Herman van den Bosch ontwierp de medaille. De bijbehorende oorkonde werd ontworpen door de Nederlandse Sergeant Rutten.
Er waren drie rubrieken voor de test, afhankelijk van de leeftijd van de militairen, namelijk van 18 tot en met 28 jaar, van 29 tot en met 35 jaar en vanaf 36 jaar. Aan de oudere militairen werden minder zware eisen gesteld.

## De eisen
Eerste onderdeel, atletiek:
- 100 meter snelloop
- 2000 meter veldloop
- hoogspringen met aanloop
- verspringen met aanloop
- kogelstoten
- discuswerpen
- speerwerpen

Tweede onderdeel, marsvaardigheid
- een mars over een afstand 25 mijl in volledig tenue

Derde onderdeel, de hindernisbaan
- Op de hindernisbaan werden een evenwichtsboom, een 60 centimeter hoge schutting en een springbak van 90 centimeter breed, voorafgegaan door 10 meter aanloop en geëindigd met 10 meter uitloop geplaatst. De hindernisbaan diende binnen een vastgestelde tijd te zijn afgelegd in "militair tenue" maar "zonder gasmasker", al was het bij zich dragen van een gasmasker in het Verenigd Koninkrijk verplicht.

Vierde facultatief onderdeel, zwemmen
- De deelnemers konden desgewenst een proef afleggen voor een "Aanteekening Zwemmen". Hiervoor dient men 200 meter schoolslag, 100 meter vrije slag en 50 meter rugslag te zwemmen, Daarnaast was er in het 25 meter gekleed zwemmen en het springen van een drie meter hoge plank voorzien.

Bij het meerdere keren behalen van de proeven werd het betreffende bronzen Arabische cijfer aan het lint toegevoegd.
De eerste medailles werden in augustus 1942 uitgereikt. Omdat de proeven als zeer zwaar werden beschouwd en door de voortdurende veldoefeningen voor de invasie van het Europese vasteland werden onderbroken zijn er uiteindelijk niet meer dan een 20tal medailles uitgereikt. Tot de decorandi behoren in ieder geval de eerste luitenant Rijkens en de reserve-kapitein Arie Dirk Bestebreurtje, Ridder in de Militaire Willems-Orde.

## De medaille
Men droeg de ronde bronzen medaille met een middellijn van 31 millimeter, dat is iets kleiner dan de gebruikelijke 37 millimeter, aan een nassausch-blauw lint op de linkerborst. De voorzijde van de medaille vertoont een naar rechts gerichte naakte discuswerper. Achter hem is een hand met een brandende fakkel afgebeeld. Deze afbeelding wordt omsloten door het omschrift "VOOR ALZIJDIGE VAARDIGHEID".
De keerzijde van de medaille toont de tekst "PRINSES IRENE", met een koninklijk kroontje, binnen het omschrift "KONINKLIJKE NEDERLANDSCHE BRIGADE". Onder de tekst staat een lauwertak aan de onderzijde van de medaille.
Het lint was oorspronkelijk geheel Nassausch blauw, later werden daar twee kruislings geplaatste dunne strepen, een andreaskruis, aan toegevoegd. De blauwe kleur van het lint herinnerde aan de Medaille voor vaardigheidsproeven van het Nederlands Olympisch Comité. Bij herhaalde verleningen werden er kleine Arabische cijfers op het lint aangebracht.
De medaille werd ook op avondkleding en rokkostuums gedragen en er zijn naoorlogse miniaturen van de medaille bekend met een middellijn van 16 millimeter.

## De oorkonde
"Door den Minister van Oorlog is vastgesteld een militair vaardigheidsdiploma dat uitgereikt wordt aan de Nederlandsche militairen, die voldaan hebben aan de eischen, die voor het diploma zijn gesteld. De eischen zijn dermate, dat iedere middelmatig lichamelijk ontwikkeld militair, na een daarvoor voorafgaande training, het diploma kan behalen. Hij die aan de eischen voldoet, ontvangt, naast het zeer prachtig ontworpen diploma en draagmedaille, de gunst van 2 dagen extra verlof."